# Mozelj
Mozelj – wieś w Słowenii, w gminie Kočevje. W 2018 roku liczyła 180 mieszkańców.